# Ljubow Michailowna Gurina
Ljubow Michailowna Gurina (russisch Любовь Михайловна Гурина, engl. Transkription Lyubov Gurina; * 6. August 1957 in Matuschkino, Oblast Kirow) ist eine ehemalige russische Mittelstreckenläuferin, die bis 1991 für die Sowjetunion und 1992 für die Gemeinschaft Unabhängiger Staaten antrat.

## Leben
Bereits 1980 war sie die 800 Meter unter zwei Minuten gelaufen, aber erst 1983 konnte sie sich erstmals für große internationale Meisterschaften qualifizieren. Bei den Weltmeisterschaften in Helsinki lief sie in 1:56,11 min auf den zweiten Platz hinter der Tschechin Jarmila Kratochvílová.
1986 gewann Gurina bei den Europameisterschaften in Stuttgart in 1:57,73 min Bronze hinter ihrer Mannschaftskollegin Nadija Olisarenko in 1:57,15 min und Sigrun Wodars aus der DDR in 1:57,42 min. In Rom bei den Weltmeisterschaften 1987 setzten sich die DDR-Läuferinnen Wodars und Christine Wachtel schon nach 100 Metern an die Spitze und gewannen das Rennen letztlich unangefochten in 1:55,26 min bzw. 1:55,32 min. Gurina gewann Bronze in 1:55,56 min vor der Kubanerin Ana Fidelia Quirot in 1:55,84 min.
Bei den Olympischen Spielen 1988 in Seoul startete Gurina im 1500-Meter-Lauf, qualifizierte sich aber in 4:08,59 min als Siebte ihres Vorlaufs nicht für das Finale. Bei großen Meisterschaften lief sie danach nur noch die 800 Meter.
Nur einmal startete sie bei den Halleneuropameisterschaften. 1990 in Glasgow gewann sie in 2:01,63 min vor der Deutschen Sabine Zwiener in 2:02,23 min. Bei den Europameisterschaften 1990 in Split dominierten wieder einmal Wodars und Wachtel. Gurina fiel schon früh zurück und wurde letztlich in 1:59,59 min Siebte.
Auch bei Hallenweltmeisterschaften trat sie nur einmal an: 1991 in Sevilla. In 2:02,04 min wurde sie Vierte hinter Wachtel und den beiden Rumäninnen Violeta Beclea und Ella Kovacs. Bei den Olympischen Spielen 1992 in Barcelona belegte Gurina in 1:58,13 min den achten Platz.
1993 gewann sie bei den Weltmeisterschaften in Stuttgart ihre erste Freiluftmedaille seit 1987, als sie mit 1:57,10 min Zweite hinter Maria de Lurdes Mutola aus Mosambik wurde. Elf Jahre nach ihrer ersten Medaille bei den Weltmeisterschaften in Helsinki trat Gurina bei den Europameisterschaften 1994 wieder in Helsinki an. Eingangs der Zielgerade lag sie knapp in Führung, aber die Weißrussin Natallja Duchnowa setzte sich neben sie. Beide überquerten nach 1:58,55 min die Ziellinie. Die Auswertung des Zielfotos ergab einen Millimetervorsprung für Gurina, die damit ihr erstes Freiluftgold gewonnen hatte. Mit 37 Jahren und 4 Tagen war sie die bis dahin älteste Europameisterin in der Leichtathletik.
1995 wurde Ljubow Gurina in 1:59,16 min noch einmal Siebte bei den Weltmeisterschaften in Göteborg.
1987 wurde sie Sowjetische Meisterin über 800 Meter, 1993 wurde sie Russische Meisterin.
Ljubow Gurina ist 1,67 m groß und wog zu Wettkampfzeiten 57 kg.

## Bestleistungen
- 800 m: 1:55,56 min, 31. August 1987, Rom
  - Halle: 1:59,21 min, 14. Februar 1990, Moskau
- 1000 m: 2:32,97 min, 2. Juli 1993, Villeneuve-d’Ascq
  - Halle: 2:37,37 min, 13. Februar 1993, Liévin
- 1500 m: 4:02,47 min, 2. August 1994, Monaco
  - Halle: 4:11,19 min, 15. Februar 1987, Moskau
- 1 Meile: 4:29,44 min, 10. August 1996, Monaco
  - Halle: 4:34,07 min, 2. Februar 1992, Bordeaux

Ljubow Gurina steht auch im November 2011 noch mit einer Weltbestzeit in den Listen: Am 5. August 1984 liefen in Moskau Nadija Olisarenko, Gurina, Ljudmila Borissowa und Irina Podjalowskaja 7:50,17 min in der 4-mal-800-Meter-Staffel.